# Paraguraleus emina
Paraguraleus emina é uma espécie de gastrópode do gênero Paraguraleus, pertencente a família Mangeliidae.